# 21059 Penderecki
21059 Penderecki è un asteroide della fascia principale. Scoperto nel 1991, presenta un'orbita caratterizzata da un semiasse maggiore pari a 2,9699321 UA e da un'eccentricità di 0,0640842, inclinata di 10,92576° rispetto all'eclittica.